# Transition (Politikwissenschaft)
Transition (von lateinisch transitio ‚Übergang‘, Substantiv zu transire ‚hinübergehen‘) bezeichnet den Wechsel oder Austausch eines politischen Systems: In der Regel wird darunter der Systemwechsel von autoritären Regimen zu Demokratien gefasst. Der Transitionsbegriff im politischen Zusammenhang entstand durch das Aufkommen der Transitionsforschung im Zuge der sogenannten dritten Demokratisierungswelle nach 1974, insbesondere im Zusammenhang mit dem Übergang Spaniens von der Franco-Diktatur zu einem demokratischen System (→ Transición).
Weitgehend synonym zu „Transition“ bestehen im Bereich der Politikwissenschaft auch Begriffe wie Systemwechsel bzw. Regimewechsel (englisch regime change) und Transformation, wo größtenteils derselbe Gegenstand mit teils abweichender Terminologie definiert wird; in neuerer Zeit hat der Begriff z. B. durch die Transition Towns-Bewegung an Bedeutung und Verbreitung gewonnen.

## Auslöser
Eine Transition beginnt mit der Ablösung des bisherigen Regimes und kann nach drei verschiedenen Mustern verlaufen:
| Transitionsmodus                                                             | Verlaufsmuster | Beispiele                  |
| ---------------------------------------------------------------------------- | --- | -------------------------- |
| gelenkte Transition auch: transformation (Huntington), reforma (Linz)        | alte Regimeeliten initiieren Systemwechsel und kontrollieren weitgehend dessen weiteren Verlauf                        | Chile, Taiwan, Sowjetunion |
| erzwungene Transition auch: replacement (Huntington), ruptura (Linz)         | oppositionelle Gruppen stürzen alte Regimeeliten und bestimmen maßgeblich den weiteren Verlauf des Systemwechsels      | Portugal, DDR, Tunesien    |
| ausgehandelte Transition auch: transplacement (Huntington), ruptforma (Linz) | alte Regimeeliten und oppositionelle Gruppen handeln Systemwechsel aus und gestalten gemeinsam dessen weiteren Verlauf | Spanien, Polen, Sudan      |

## Transitionstheorie im engeren Sinne
Die Transitionstheorie im engeren Sinne, die den Übergang von einem autoritären Regime zu einem demokratischen System beschreibt, wurde auf Grundlage empirischer Untersuchungen gewonnen.
„Gemäß […] der Transitionstheorie spaltet sich die Staatsklasse unter dem Druck des organisierten Widerstandes in ‚hardliners‘ und ‚softliners‘. Gelingt es den reform-bereiten ‚softliners‘, das Veto-Potential der orthodoxen ‚hardliners‘ zu neutralisieren, und können sich innerhalb des organisierten Widerstandes die Verhandlungsbereiten durchsetzen, so werden konstitutionelle und politische Pakte möglich.
Dieses allgemeine Muster ist spezifisch gebrochen, wenn es sich um einen Teilstaat – wie in den Fällen DDR und zukünftig Nordkorea – handelt, denn die Systemopposition muss und kann die Machtübernahme gar nicht allein aushandeln. Gelingt dem organisierten Widerstand die Entmachtung der kommunistischen Elite durch Delegitimation, so hat er bereits gesiegt. Das Erreichbare existiert in diesem Falle schon. Die vorhandene bessere Alternative ist den meisten allemal gut genug. Noch-Besseres muss nicht versucht werden, denn das vordringliche Bedürfnis der Mehrheit ist die Sicherheit vor dem Rückfall in alte Strukturen. − Das wissen auch die ‚softliners‘ in der kommunistischen Funktionselite, daher orientieren sie sich mehr an den Regierenden des Staates, in den der Teilstaat integriert wird, als an der Systemopposition. Sie kann in diesem Falle nur kurzfristig der Verhandlungspartner sein. […]
Gelingen dem organisierten Widerstand Massendemonstrationen, ist das Ziel fast erreicht. Als die Demonstranten mit dem Ruf „Wir sind das Volk!“ der Machtelite alle Legitimation absprachen, erstarb auch die Verteidigungsbereitschaft des Machtapparates. Als sich auch durch „Dialog“-Angebote der Machthaber der Widerstand der Massen nicht brechen ließ, war das System überwunden, der Weg in die staatliche Einheit offen.“

## Verlauf
Die Transitionsforschung unterteilt den Zeitraum der Transition in drei Phasen:
- das Ende des autoritären Regimes,
- die Institutionalisierung der Demokratie sowie
- die politische Konsolidierung der Demokratie.

Die Transition gilt mit dem Abhalten demokratischer Wahlen als abgeschlossen, unabhängig vom Bestehen etwaiger Demokratiedefekte.

## Begriffsverwendung
- Transitional Justice
- Transition Town
- Transition (Medizin)
- Transition-Minimized Differential Signaling